# Pelagosaurus
Pelagosaurus ("Echse der Hohen See") ist eine ausgestorbene Gattung der Thalattosuchia, das während der Stufe des Toarciums im Unterjura in den flachen Schelfmeeren lebte, die zu jener Zeit große Teile des heutigen Westeuropa bedeckten. Die Typusart Pelagosaurus typus wurde im Jahr 1841 von dem deutschen Paläontologen Heinrich Georg Bronn beschrieben.
Die Taxonomie von Pelagosaurus ist seit Jahren heftig umstritten. Pelagosaurus ähnelte in Hinsicht auf Anpassung und Freßgewohnheiten stark dem modernen Gharial.

## Entdeckungsgeschichte

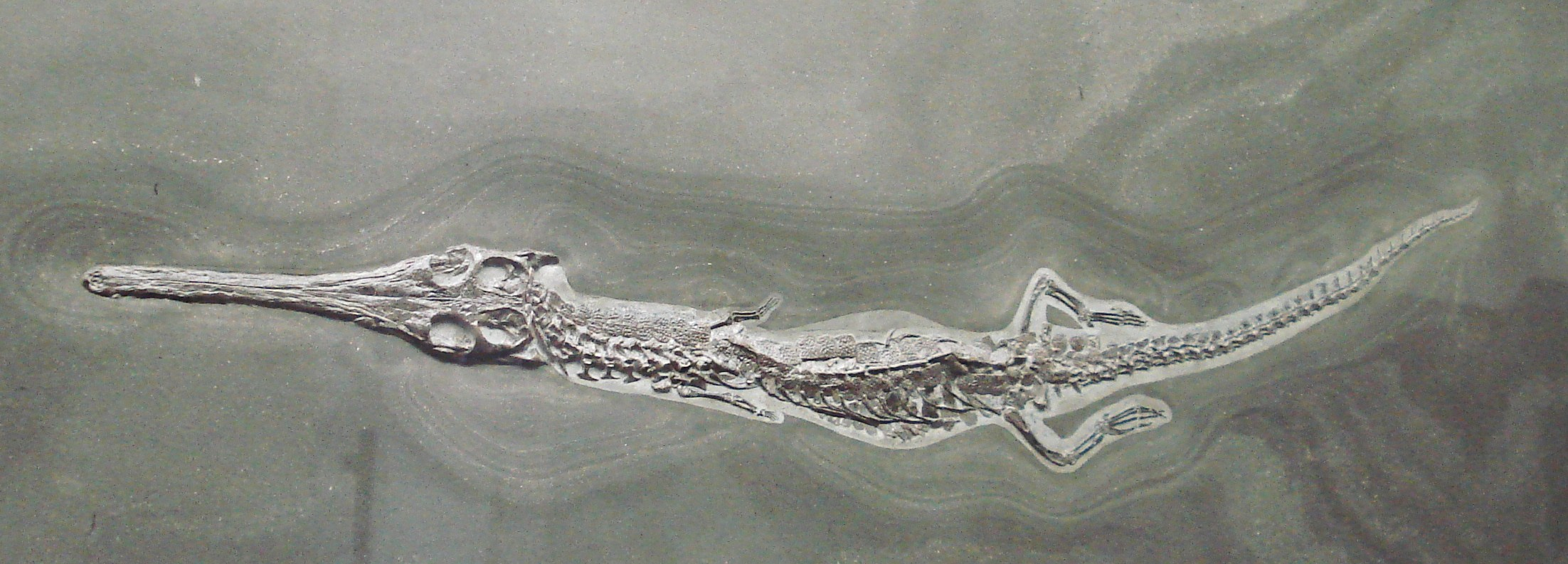
Fossil von Pelagosaurus typus.

Pelagosaurus wurde ursprünglich anhand eines Exemplars aus der Normandie beschrieben, der Holotypus von P. typus wurde nördlich der englischen Stadt Ilminster in Somerset gefunden. Die meisten Pelagosaurus-Überreste wurden in der Region von Ilminster entdeckt, aber auch in anderen Gebieten Westeuropas, in Frankreich und Deutschland, fand man zahlreiche Fossilien, überwiegend Schädel und vollständig erhaltene Skelette. Die Exemplare aus der Region Somerset kommen hauptsächlich aus dem Strawberry-Bank-Steinbruch nördlich von Ilminster; obwohl die Fundstelle weitere Fossilien enthielt, ist sie in der Zwischenzeit überbaut worden. Eines der geborgenen Individuen war nicht ausgewachsen, so dass Einblicke in die Wachstumsmuster von Pelagosaurus möglich wurden.

## Klassifikation
Die evolutionären Beziehungen des Pelagosaurus sind insofern unübersichtlich, als die genau Stellung innerhalb der Thalattosuchia umstritten ist:
1. Teleosaurid: Die auf anatomischen Gemeinsamkeiten basierende Klassifikation von Pelagosaurus als ein Teleosaurid ist von Eudes-Deslongchamps, Westphal and Duffin unterstützt worden.[3][4][5][6][7]
2. Metriorhynchid: Buffetaut hat Pelagosaurus als einen basalen Vertreter der Metriorhynchidae eingeordnet.[8][9]
3. Basaler Thalattosuchier: Phylogenetische Analysen aus den 1980er, 1990er and frühen 2000er Jahren haben jedoch ergeben, dass Pelagosaurus Schwestertaxon sowohl der Teleosauriden als auch der Metriorhynchiden ist.[10][11][12]

Neuste phylogenetische Analysen haben allesamt festgestellt, dass Pelagosaurus ein basaler Teleosauride und kein basaler Metriorhynchide oder Thalattosuchier ist.
Mosellaesaurus (Monard 1846) ist ein Synonym von Pelagosaurus.

## Ökologie

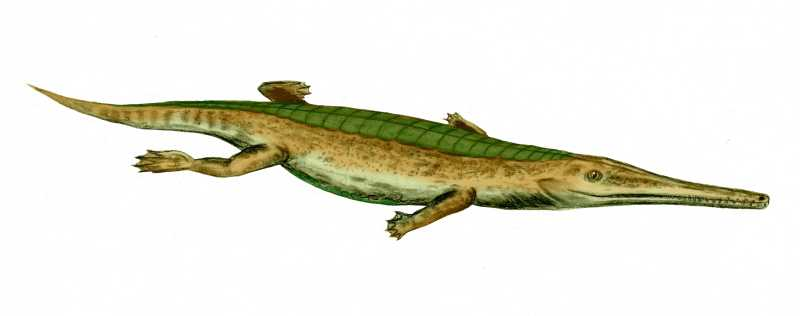
Pelagosaurus, Lebendrekonstruktion

Pelagosaurus war gut an eine aquatische Lebensweise angepasst; Das Tier besaß eine lange stromlinienförmige Schnauze, einen Schwanz mit flossenartigen Eigenschaften und paddelartigen Gliedmaßen, um in den warmen und seichten Gewässern jener Zeit herumzuschwimmen. Pelagosaurus hatte 30 Zähne, mit denen das Tier beim Schwimmen Fische, Krebstiere und Insekten jagen und greifen konnte. Im Magen eines fossilen Exemplars von Pelagosaurus fand man die Überreste eines Leptolepis, eines frühen Vertreters der Echten Knochenfische. Die nach vorne gerichteten Augen und der stromlinienförmige Körper weisen darauf hin, dass es sich bei Pelagosaurus um einen Hetzjäger handelte und nicht um einen Aasfresser oder Lauerjäger. Pelagosaurus war den modernen Krokodilen ausgesprochen ähnlich und bewegte sich wahrscheinlich auf eine ähnliche Art mit schlängelnden Bewegungen des Schwanzes fort, obgleich die vertebrale Struktur etwas agiler war als bei den modernen Krokodilen. Dies erlaubte eine höhere Beweglichkeit im Wasser. Pelagosaurus verbrachte die meiste Zeit im Wasser und begab sich wohl nur zur Eiablage oder zum Ausruhen an Land.

## Nachweise
1. ↑  Georg H. Bronn: Über die fossilen Gaviale der Lias-Formation und der Oolithe. In: Archiv für Naturgeschichte. Jg. 8, Bd. 1, 1842, ISSN 0365-6136, S. 77–82, Digitalisat.
2. 1 2  Stephanie E. Pierce, Michael J. Benton: Pelagosaurus typus Bronn, 1841 (Mesoeucrocodylia: Thalattosuchia) from the Upper Lias (Toarcian, Lower Jurassic) of Somerset, England. In: Journal of Vertebrate Paleontology. Bd. 26, Nr. 3, 2006, ISSN 0272-4634, S. 621–635, doi:10.1671/0272-4634(2006)26[621:PTBMTF]2.0.CO;2.
3. ↑  Jacques-Amand Eudes-Deslongchamps: Mémoire sur les Téléosauriens de l'époque Jurassique du Département de Calvados. Premier Mémoire contenant l'exposé des caractères généraux des Téléosauriens comparés à ceux des crocodiliens et la description particulière des espèces du lias supérieur. In: Mémoires de la Société Linnéenne de Normandie. Bd. 13, 1862/1863, ZDB-ID 206746-8, S. 1–138, Digitalisat.
4. ↑  Eugène Eudes-Deslongchamps: Le Jura Normand. Études paléontologiques des divers niveaux jurassiques de la Normandie comprenant la description et l'iconographie de tous les fossiles vertébrés et invertébrés qu'ils renferment. 1re Livraison. Chez F. Savy, Paris 1877.
5. ↑  Frank Westphal: Zur Systematik der deutschen und englischen Lias Krokodilier. In: Neues Jahrbuch für Geologie und Paläontologie. Abhandlungen. Bd. 113, Nr. 2, 1961, ISSN 0077-7749, S. 207–217.
6. ↑  Frank Westphal: Die Krokodilen des deutschen und englischen oberen Lias. In: Palaeontographica. Abteilung A: Paläozoologie, Stratigraphie. Bd. 118, 1962, ISSN 0375-0442, S. 1–96.
7. ↑  Christopher Duffin: Pelagosaurus (Mesosuchia, Crocodilia) from the English Toarcian (Lower Jurassic). In: Neues Jahrbuch für Geologie und Paläontologie. Monatshefte. Nr. 8, 1979, ISSN 0028-3630, S. 475–485.
8. ↑  Éric Buffetaut: Position systematique et phylogenetique du genre Pelagosaurus Bronn, 1841 (Crocodylia, Mesosuchia), du Toarcien d'Europe. In: Geobios. Bd. 13, Nr. 5, 1980, ISSN 0016-6995, S. 783–786, doi:10.1016/S0016-6995(80)80057-X.
9. ↑  Eric Buffetaut: Radiation évolutive, paléoécologie et biogéographie des crocodiliens mésosuchiens (= Mémoires de la Sociéte Géologique de France. NS Tome 60, Mémoire Nr. 142). Société Géologique de France, Paris 1982, ISBN 2-85363-033-1.
10. ↑  Michael J. Benton, James M. Clark: Archosaur phylogeny and the relationships of the Crocodylia. In: Michael J. Benton (Hrsg.): The phylogeny and classification of the tetrapods. (Proceedings of a Symposium held in London, UK, March 1987). Band 1: Amphibians, reptiles, birds (= The Systematics Association. Special Volume. 35, A). Clarendon Press, Oxford 1988, ISBN 0-19-857705-2, S. 295–338.
11. ↑  James M. Clark: Patterns of evolution in Mesozoic Crocodyliformes. In: Nicholas C. Fraser, Hans-Dieter Sues (Hrsg.): In the shadow of the dinosaurs. Early Mesozoic tetrapods. Cambridge University Press, Cambridge u. a. 1994, ISBN 0-521-45242-2, S. 84–97.
12. ↑  Gregory A. Buckley, Christopher A. Brochu, David W. Krause, Diego Pol: A pug-nosed crocodyliform from the Late Cretaceous of Madagascar. In: Nature. Bd. 405, Nr. 6789, 2000, S. 941–944, doi:10.1038/35016061.
13. ↑  Inken Juliane Mueller-Töwe: Phylogenetic relationships of the Thalattosuchia. In: Zitteliana. Reihe A: Mitteilungen der Bayerischen Staatssammlung für Paläontologie und Geologie. Bd. 45, 2005, ISSN 1612-412X, S. 211–213, Digitalisat (PDF; 892,72 kB).
14. ↑  Zulma Gasparini, Diego Pol, Luis A. Spalletti: An Unusual Marine Crocodyliform from the Jurassic-Cretaceous Boundary of Patagonia. In: Science. Bd. 311, Nr. 5757, 2006, S. 70–73, doi:10.1126/science.1120803.
15. ↑  Mark Thomas Young: The evolution and interrelationships of Metriorhynchidae (Crocodyliformes, Thalattosuchia). In: Journal of Vertebrate Paleontology. Bd. 27, Supplement zu Nr. 3 = Program and Abstracts 67th Annual Meeting Society of Vertebrate Paleontology, The Jackson School of Geosciences University of Texas Austin, Texas, USA, October 17–20, 2007, 2007, S. 170A.